# سلمة بن سلامة بن وقش
سلمة بن سلامة بن وقش صحابي، من الأنصار من بني عبد الأشهل، شهد بيعة العقبة الأولى والثانية. ولما هاجر النبي محمد إلى يثرب، آخى النبي محمد بينه وبين أبي سبرة بن أبي رهم العامري، وقيل بينه وبين الزبير بن العوام، كما شهد سلمة مع النبي محمد المشاهد كلها. وقيل أن الخليفة الثاني عمر بن الخطاب استعمله على اليمامة.
توفي سلمة بن سلامة بن وقش سنة 45 هـ، وعمره 70 سنة، ودفن في المدينة المنورة، وقيل توفي سنة 34 هـ، وقد أعقب من الولد عوف أمه أم ولد، وميمونة أمها أم علي بنت خالد بن زيد الأوسية. ولسلمة بن سلامة رواية للحديث النبوي رواها عنه محمود بن لبيد وجُبيرة والد محمود بن جبيرة.